# Криворізький графітоносний район
Криворізький графітоносний район включає родовища графіту в межах Петрівського, П'ятихатського та Криворізького районів колишньої Криворізької округи. Це родовища: Петрівське, Терноватівська балка, балка Водяна, Бабенківська (Суха) балка, Зеленівське, Кодацьке.
Початок експлуатації Криворізьких графітних родовищ 1914 рік. Тільки на  Петрівському родовищі за час його експлуатації видобуто 2700 т багатої руди.